# Gordonia benitoensis
Gordonia benitoensis là một loài thực vật có hoa trong họ Theaceae. Loài này được (Britton & P.Wilson) H.Keng mô tả khoa học đầu tiên năm 1980.